# Metaphycus fuscidorsum
Metaphycus fuscidorsum är en stekelart som först beskrevs av Charles Joseph Gahan 1919.  Metaphycus fuscidorsum ingår i släktet Metaphycus och familjen sköldlussteklar. Inga underarter finns listade i Catalogue of Life.